# Долина папоротников: Последний тропический лес
«Долина папоротников: Последний тропический лес» (англ. FernGully: The Last Rainforest) — полнометражный мультфильм режиссёра Уильяма Кройера. В 1998 году вышло продолжение «Долина Папоротников 2: Волшебное спасение» (FernGully 2: The Magical Rescue).
Возможно, мультфильм стал скрытым источником вдохновения для фильма «Аватар» (2009), поскольку некоторые обозреватели отметили, что «Аватар» использует тематические и сюжетные элементы мультфильма «Долина папоротников».

## Сюжет
Действие мультфильма разворачивается в тропическом лесу. Когда-то в лесу люди дружно жили вместе с феями. Но затем из глубин Земли вырвался дух разрушения — Хексус, что привело к почти полному уничтожению леса. Многие погибли, люди бежали прочь (впоследствии феи считают, что все люди вымерли). Мудрая волшебница Мэджи сумела заточить Хексуса в дерево, и в лес вновь вернулась жизнь.
В наше время Мэджи обучает главную героиню, фею Кристу, искусству волшебства и умению помогать лесу расти. В ходе полета вместе с другими феями Криста поднимается выше кроны деревьев и видит вдалеке Гору Предупреждения (реальная гора Ворнинг в Австралии), а рядом с ней — поднимающийся столб дыма. В разговоре с Мэджи об увиденном она думает, что это Хексус, но Мэджи говорит, что в природе нет силы способной освободить злодея, хотя сама предполагает худшее.
Вскоре после разговора Криста знакомится с летучей мышью Бэтти Кода, который вырвался из биологической лаборатории людей (при этом получив в наследство от опытов антенну в голове, при замыкании которой он говорит различными фразами из мира людей). Бэтти рассказывает Кристе о людях в районе Горы Предупреждения, и она летит туда, чтобы увидеть все самой. Там она встречает Зака — человека, приехавшего на заработки на лесозаготовку. Пытаясь спасти Зака от падающего дерева, Криста путает заклинания и случайно уменьшает Зака, при этом оба попадают в ловушку, запутавшись в паутине на дереве, которое перерабатывает лесопильный бульдозер. Бэтти спасает обоих, и все летят обратно в Долину папоротников. По ходу Криста узнает от Зака, как устроен мир людей, и учится их языку, а Зак понимает, что мир леса живой, в нём все живёт в тесной гармонии и в хрупком балансе, а деревья способны чувствовать боль (последнее выражается в покраснении и свечении пальцев рук). При этом Зак не рассказывает, зачем люди пришли в лес.
В это время Тони и Ральф, начальники Зака и по совместительству операторы бульдозера, спиливают дерево, в котором был заточен Хексус (дерево ранее пометил крестом Зак), и освобождают его. Злодей, манипулируя обоими через радио, отдает им приказ двигаться в Долину папоротников. От вторжения людей весь лес начинает лихорадить. Заку передались способности Кристы (он чувствует боль деревьев), а затем он видит в реке техническое масло и понимает, что бульдозер идет сюда. Стремясь познакомить Зака с Мэджи, Криста находит последнюю в расстроенных чувствах, поскольку Мэджи неспособна вылечить спиленное дерево, и красные кресты на деревьях не останавливают бульдозер (Зак соврал Кристе, что это волшебство, чтобы машина не прошла дальше). Видя спиленный лес и понимая, что всему виной люди, Криста летит в Долину папоротников и обвиняет Зака в обмане, и остальные феи тоже говорят Заку, что весь лес сошел с ума. Тому ничего не остается кроме как рассказать правду, зачем люди пришли в лес. Прилетевшая Мэджи собирает всех в круг и жертвует собой и своей силой, чтобы наделить ею остальных (в том числе и Зака) для противостояния угрозе.
Наконец, бульдозер с Хексусом прибывает в Долину папоротников. Феи неспособны остановить машину своей магией, и тогда Зак просит Бэтти доставить его к кабине. Тем временем, пугая Тони и Ральфа своим появлением, Хексус заставляет их убежать и сам берет контроль над бульдозером. Зак с трудом добирается до главного ключа и в последний момент останавливает машину, лишая Хексуса её энергии. Но злодей, используя масло и свою магию, делает себе новое тело и готовится обрушиться на Долину. Криста берет зерно растения и жертвует собой (Хексус проглатывает её), чтобы внутри злодея проросло дерево. Все феи помогают дереву расти, уничтожая таким образом и Хексуса, и бульдозер.
На следующий день Криста на глазах у всех воскресает (занимая, таким образом, место Мэджи), и все празднуют победу. Зак говорит ей, что хотя Хексус и побежден, люди ещё способны навредить Долине папоротников, поэтому он должен вернуться обратно несмотря на то, что ему хочется здесь остаться. Криста дает ему зерно с пожеланием помнить все, что он увидел и узнал, а затем возвращает ему нормальный рост. В знак «примирения» Зак сажает зерно, а Криста помогает ему вырасти, что наблюдают Зак, Тони и Ральф. Последние уходят, а Криста с Бэтти и другими феями улетают. Лес снова процветает.
Финальная цитата мультфильма — «Посвящается нашим детям и их детям».

## Герои
- Криста (англ. Crysta) — фея.
- Зак (англ. Zak) — человек, работает лесником. В течение мультфильма он был уменьшен при помощи магии Кристы.
- Хе́ксус (англ. Hexxus) или Гексус — ключевой отрицательный герой данного мультфильма, озвученный Тимом Карри. Визуально Хексус представляет собой вязкую чёрную субстанцию, способную принимать разные формы; однако на протяжении большей части мультфильма Хексус выглядит как клубы дыма с отчётливо вырисованными торсом, руками и лицом, хотя в момент освобождения ослабший, беспомощный Хексус выглядит как грязевой слизень.

Хексус символизирует собой само загрязнение. Его внешний вид — смесь жидкой чёрной слизи с густым дымом, а речь наполнена хлюпающими звуками и шипением. В его единственной песне воспевается загрязнение всего и вся.
 Кроме того, сочетание Хексуса и лесоповальной машины недвусмысленно даёт зрителю понять, кто на самом деле главный «виновник» загрязнения — человек: Хексус поглощает дым от машины, сравнивая его с «материнским молоком», постоянно хвалит человеческую изобретательность — и в контексте фильма эти похвалы звучат отнюдь не лестно.
Когда Заку удаётся отключить лесоповальную машину, зритель видит настоящее лицо Хексуса — разъярённый дух увеличивается в размерах, его голова приобретает форму оскаленного черепа, а глаза и внутренности заполняются раскаленной лавой (по сюжету предполагается, что Гора Предупреждения — место, через которое Хексус вырвался из глубин Земли).
- Бетти Кода (англ. Batty Koda) — летучая мышь. Ранее на нём люди проводили научные опыты, из-за чего он сбежал из лаборатории и проявил неприязнь к людям.

## Саундтреки
Песня «Токсичная любовь» (Toxic love) в исполнении Тима Карри, которую после своего освобождения исполняет Хексус, существует двух версиях: студийной и укороченной. В самом мультфильме используется укороченная — в ней не хватает почти двух куплетов. В вырезанном тексте содержится слово «horny» (грубый или сексуально озабоченный). В песне Хексус поёт о жажде мести и разрушения.

## Роли озвучивали
- Саманта Мэтис — Криста
- Кристиан Слейтер — Пипс
- Джонатан Уорд — Зак Янг
- Робин Уильямс — Бетти Кода
- Тим Карри — Хексус
- Грейс Забриски — Маджи Лун
- Джеффри Блэйк — Ральф
- Роберт Пасторелли — Тони
- Чич Марин — Стамп
- Томми Чонг — Рут
- Тон Лок — Лу (гоанна)
- Таунсенд Коулмэн — Нотти
- Нил Росс — Элдер
- Кэтлин Фримен — Эдлер
- Брайан Каммингс — Ок